# Rudolf Oeser
Pour les articles homonymes, voir Oeser.
Rudolf Oeser est un homme politique allemand, né le 13 novembre 1858 à Coswig (Duché d'Anhalt-Bernbourg) et mort le 3 juin 1926 à Berlin.
Membre du Parti populaire progressiste (le FVP) puis du Parti démocrate allemand (le DDP), il est ministre de l'Intérieur de 1922 à 1923 puis ministre des Transports de 1923 à 1924.